# Theo Croker

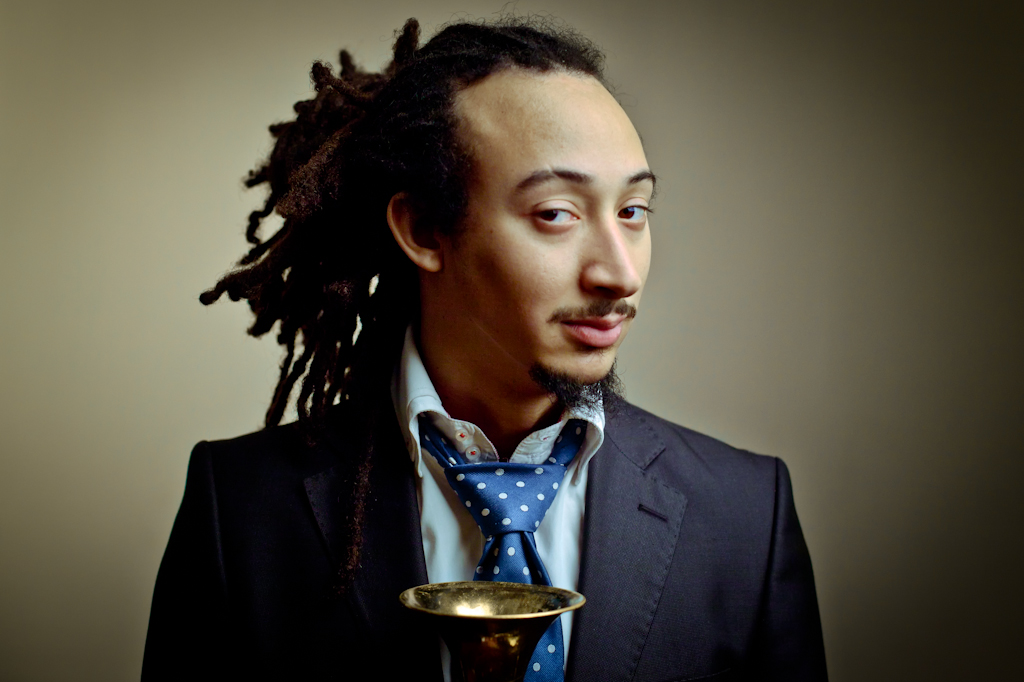
Theo Croker

Theodore Lee Croker (Leesburg, 18 juli 1985) is een Amerikaanse jazz-trompettist, -zanger, bandleider en componist.
Croker, een kleinzoon van trompettist Doc Cheatham, studeerde aan Douglas Anderson School of the Arts in Jacksonville (Florida) en Oberlin College, waar hij les kreeg van onder andere Donald Byrd, Gary Bartz en Robin Eubanks. In 2007 kreeg hij de Presser Music Foundation Award, die hem in staat stelde zijn eerste album te bekostigen, "The Fundamentals". Zijn tweede plaat "In the Tradition" werd evenals de eerste goed ontvangen. Criticus Nat Hentoff vergeleek zijn werk met dat van Count Basie en Buck Clayton.

## Discografie
- The Fundamentals, Left Sided Music, 2007
- In the Tradition, Arbors Records, 2009
- Afro Physicist, Masterworks, 2014
- Escape Velocity, Masterworks, 2016
- Star People Nation, Masterworks, 2019
- Blk2Life/A Future Past, Masterworks, 2021
- Love Quantum, Masterworks, 2022
- Dream Manifest, Dom Records, 2025